# Germund Dahlquist
Germund Dahlquist (16 de janeiro de 1925 — 8 de fevereiro de 2005) foi um matemático sueco.
É conhecido principalmente por suas contribuições à teoria da análise numérica aplicada a equações diferenciais.